# Карбон (округ, Юта)
Округ Карбон (англ. Carbon County) располагается в штате Юта, США. Официально образован в 1894 году. По состоянию на 2010 год, численность населения составляла 21 403 человек.

## География
По данным Бюро переписи США, общая площадь округа равняется 3846,154 км2, из которых 3830,614 км2 суша и 15,540 км2 или 0,400 % это водоёмы.

## Население
По данным переписи населения 2010 года в округе проживает 21 403 жителей в составе 7 978 домашних хозяйств и 5 587 семей. Плотность населения составляет 5,59 человек на км2. На территории округа насчитывается 0 жилых строений, при плотности застройки около 0,00-ти строений на км2. Расовый состав населения: белые — 92,31 %, афроамериканцы — 0,43 %, коренные американцы (индейцы) — 1,18 %, азиаты — 0,58 %, гавайцы — 0,01 %, представители других рас — 3,03 %, представители двух или более рас — 2,36 %. Испаноязычные составляли 12,42 % населения независимо от расы.
В составе 30,16 % из общего числа домашних хозяйств проживают дети в возрасте до 18 лет, 54,50 % домашних хозяйств представляют собой супружеские пары проживающие вместе, 10,65 % домашних хозяйств представляют собой одиноких женщин без супруга, 29,97 % домашних хозяйств не имеют отношения к семьям, 25,50 % домашних хозяйств состоят из одного человека, 11,07 % домашних хозяйств состоят из престарелых (65 лет и старше), проживающих в одиночестве. Средний размер домашнего хозяйства составляет 2,61 человека, и средний размер семьи 3,14 человека.
Возрастной состав округа: 30,41 % моложе 20 лет, 6,82 % от 20 до 24, 23,73 % от 25 до 44, 25,48 % от 45 до 64 и 13,56 % от 65 и старше. Средний возраст жителя округа 34.4 лет. На каждые 100 женщин приходится 98,40 мужчин. На каждые 100 женщин старше 18 лет приходится 96,88 мужчин.

## Экономика
Карбон получил своё имя благодаря угольной промышленности, которая исторически являлась основой его экономики (англ. Carbon — углерод). В XXI веке добыча угля пошла на спад, и в 2019 году была закрыта последняя действующая шахта. Округ стремится к диверсификации экономики, в том числе к развитию туризма, но, тем не менее, угольная промышленность по-прежнему играет важную роль в экономике, в том числе за счет наличия действующих шахт в соседних округах Санпит и Эмери.